# Маклиш, Арчибалд
Арчибалд Макли́ш (англ. Archibald MacLeish; 7 мая 1892, Гленко, Иллинойс — 20 апреля 1982, Бостон, Массачусетс) — американский поэт и писатель.
Лауреат трёх Пулитцеровских премий (1933, 1953, 1959).
Президентская медаль Свободы (1977).

## Биография
Родился в семье торговца Эндрю Маклиша, выходца из Шотландии, и дочери священника из Коннектикута, работавшей в иллинойсском Rockford-колледже.
Окончил Йельский университет (бакалавр искусств), где учился в 1911—1915 годах, изучал английский язык. Вступил в студенческую организацию Череп и Кости.
В годы Первой мировой войны дослужился до капитана артиллерии.
Окончил Гарвардскую школу права (1919) со степенью бакалавра права, затем в 1920—1923 годах вёл юридическую практику в Бостоне.
- В 1923—1928 годах жил в Париже, примыкал к салону Гертруды Стайн.
- В 1930—1938 годах писатель и редактор журнала «Fortune».
- В 1939 году был назначен заведующим Библиотеки Конгресса, кем работал до 1944 года.
- В 1944—1945 годах помощник государственного секретаря, один из создателей ЮНЕСКО.
- В 1949—1961 годах преподавал риторику и ораторское искусство в Гарварде.
- В 1953—1956 годах был президентом Американской академии искусств и литературы.

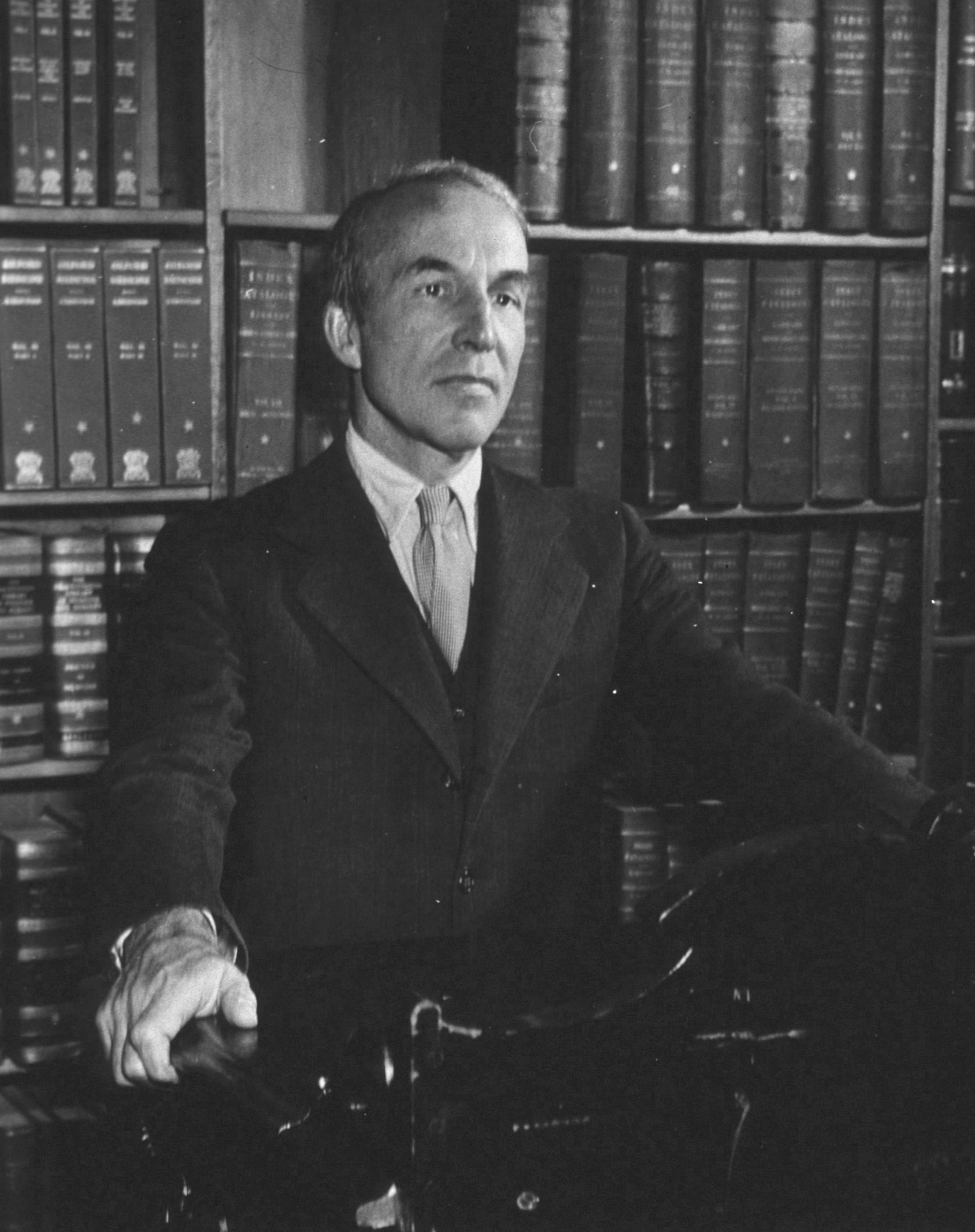
Арчибалд Маклиш в 1944

Приходится родственником актрисе Лоре Дерн.